# Тумабулак
Тумабула́к (каз. Тумабұлақ) — село у складі Айтекебійського району Актюбінської області Казахстану. Адміністративний центр Тумабулацького сільського округу.
Населення — 572 особи (2021; 1168 у 2009, 1764 у 1999, 1487 у 1989).
До 2020 року село називалось Тимабулак.